# Malcolm Wilson (politiker)
Charles Malcolm Wilson, född 26 februari 1914 i New York, död 13 mars 2000 i New Rochelle, New York, var en amerikansk republikansk politiker och advokat. 
Han var New Yorks guvernör från 18 december 1973 till 31 december 1974 och var delstatens viceguvernör under Nelson Rockefeller guvernörskap 1959-1973.

## Biografi
Wilson avlade 1933 en bachelorexamen följt 1936 av juristexamen, båda vid Fordham University. Han deltog i andra världskriget i USA:s flotta.
Han var ledamot av New York State Assembly, delstatens lägre kammare från 1939-1958. Han var New Yorks viceguvernör 1959-1973, under hela den tid som Nelson Rockefeller var delstatens guvernör. Wilson blev guvernör när Rockefeller avgick för att tillträda som USA:s vicepresident.
Han var republikanernas kandidat i 1974 års guvernörsval, men förlorade mot demokraten Hugh Carey. Efter den politiska karriären var han verkställande direktör för Manhattan Savings Bank.
Wilsons grav finns på Gate of Heaven Cemetery i Hawthorne, New York.